# Andrew Coan
Andrew Coan (Estados Unidos, 4 de marzo de 1958-20 de marzo de 2017) fue un nadador estadounidense retirado especializado en pruebas de estilo libre, donde consiguió ser campeón mundial en 1975 en los 100 metros estilo libre.

## Carrera deportiva
En el Campeonato Mundial de Natación de 1975 celebrado en Cali (Colombia), ganó la medalla de  en los 100 metros estilo libre, con un tiempo de 51.25 segundos que fue récord de los campeonatos, por delante del soviético Vladimir Bure  (plata con 51.32 segundos) y del también estadounidense Jim Montgomery  (bronce con 51.44 segundos).